# フィリップ・ド・マント
フィリップ・ド・マント（ Philippe de Mantes,1092年頃-1133年以降）は、フランス王フィリップ１世とベルトラード・ド・モンフォールとの間に最初に産まれた王子。
トリポリ伯妃セシル・ド・フランスは実妹、ナンジ卿フルーリー・ド・フランスは実弟に当たる。他コンスタンス・ド・フランスとフランス王ルイ6世は異母兄姉、後にエルサレム王となったアンジュー伯フルク5世は異父兄に当たる。
1104年、12歳程のころに父の命で、フランス王家の有能なセネシャルであったロシュフォール卿ギー1世の孫にあたるモンレリ卿ギー2世の一人娘かつ女子相続人エリザベート・ド・モンレリ（1141年没）と結婚した。 

## 生涯
父フランス王フィリップ1世が、臣下アンジュー伯フルク4世夫人であった母ベルトラードを見初め、夫フルクの元から誘拐し、王妃ベルト・ド・オランドを一方的に廃してベルトラードと再婚した。その後、翌年には誕生したとされる。 
教皇により、両親が離婚と破門を繰り返していたため、当初は庶子として扱われており、1104年に両親が離婚し破門を解かれた際に嫡子となるが、破門されると庶子扱いに戻り、王子としての地位は不安定であった。 
フィリップ1世にとってはフィリップ・ド・マントは五男にあたるが、先の王妃ベルトが産んだ王子達は嫡男ルイ王太子と修道僧となり、シャルリュー修道院長となった三男シャルルを除いて皆夭折していた。 
妃エリザベート・ド・モンレリと結婚した際、モンレリ城を持参金として受け取り、さらに結婚祝いとしてルイ王太子からマント伯領とメアン領を贈られ、3つの要塞の領主となった。 
フィリップ・ド・マントは既に王太子となっていた異母兄ルイを差し置き、自分が王位に就くことを望んでおり、1108年に父王フィリップ1世崩御直後、ベルトラード母子の野望を懸念していたルイはすぐに戴冠式を急ぎ、ランスに向かった。フィリップは外叔父アモーリー3世および、異父兄アンジュー伯フルク5世らと同盟を結び、反乱を起こし、異母兄ルイのフランス王位継承を妨害した。 
フィリップ・ド・マントは歴代のフランス王が伝統的に戴冠式を行う都市、ランスの街を占領したが、ルイ6世はランスで戴冠することは諦め、味方であった司教達の機転で許可を得てオルレアンに急いで向かい、そこで戴冠式を挙げた。
その翌年1109年 、フィリップは統治していたマントとモンレリ城で、義父モンレリ卿ギー2世に習い、自分の領地で商人達から高額な通行税を徴収し、常に悪評でパリ周辺を騒がせていた。  
見かねた王ルイ6世は、フィリップをフランス宮廷に召喚すると領地の通行税の値について忠告し、改善を求めたが、フィリップは事態の改善を拒否し、結果、異母兄弟間で戦闘となった。  
ルイ6世はそれを機とし、フィリップが統治していたマントとモンレリを包囲し鎮圧、それらの領地を次々とフィリップから押収し、フィリップに結婚祝いとして贈った要塞も奪還した。 
もはや、フィリップには2つの要塞を守る術がなく、エヴルーで指揮を取ったモンフォール卿アモーリー3世の元に撤退し、その後は実弟フルーリーと共に数年間叔父に仕えた。 
母ベルトラードは失脚後フォンテヴロー修道院に隠棲し、すぐ後に死去した。 
ルイ6世とは翌年の1110年に和解したが、フィリップは1123年までフランス王ルイ６世に臣従の誓い（オマージュ）を立てなかったとされる。 
フィリップに関する記録と生存していた証拠は1133年までのフランス王家公文書において、存在するが、それ以降は歴史に名が残っていない。 